# Ichneumon conscopa
Ichneumon conscopa är en stekelart som beskrevs av Heinrich 1961. Ichneumon conscopa ingår i släktet Ichneumon och familjen brokparasitsteklar. Inga underarter finns listade i Catalogue of Life.